# Erigone matanuskae
Erigone matanuskae är en spindelart som beskrevs av Chamberlin och Ivie 1947. Erigone matanuskae ingår i släktet Erigone och familjen täckvävarspindlar.
Artens utbredningsområde är Alaska. Inga underarter finns listade i Catalogue of Life.